# Aleksandra Štan'ko
Aleksandra Pavlovna Štan'ko (in russo Александра Павловна Штанько?; Samara, 21 febbraio 1991) è una cestista russa.

## Carriera
Con la Russia ha disputato i Campionati europei del 2021.